# 이사이아스 아페웨르키
이사이아스 아페웨르키(Isaias Afewerki, 문화어: 이싸야스 아페워르키, 티그리냐어: ኢሳይያስ ኣፈወርቂ, 1946년 2월 2일~)는 에리트레아의 정치인으로 에리트레아의 초대이자 현직 대통령이다.
독립 전 에리트레아 국민해방전선의 지도자로 활동했으며, 현재 에리트레아 유일의 합법 정당인 민주주의와 정의를 위한 인민전선을 이끌고 있다. 1991년 6월 9일부터 1993년 5월 24일까지 에리트레아의 임시정부 서기장을 지냈다. 에티오피아로부터 독립한 1993년부터 현재까지 장기 집권 중인 아페웨르키는 2009년 워싱턴 포스트가 발표한 《세계 최악의 10대 지도자》 중 8위에 올랐다.